# Thymus nakhodkensis
Thymus nakhodkensis là một loài thực vật có hoa trong họ Hoa môi. Loài này được Gorovoj & Dudkin miêu tả khoa học đầu tiên năm 1998.